# Afrocarpus usambarensis
Afrocarpus usambarensis ist eine Pflanzenart aus der Gattung der Afrogelbhölzer (Afrocarpus) in der Familie der Steineibengewächse (Podocarpaceae). Sie ist im östlichen Zentralafrika heimisch.

## Beschreibung

### Vegetative Merkmale
Afrocarpus usambarensis wächst als immergrüner Baum, der Wuchshöhen von bis zu 30 Metern und Brusthöhendurchmesser von bis zu 2 Metern erreichen kann. Der Stamm geht bei ausgewachsenen Bäumen in eine kuppelartige Krone über. Die dunkelbraune Stammborke verfärbt sich mit zunehmendem Alter grau und blättert in kleinen Schuppen ab. Die gefurchten Zweige haben einen mehr oder weniger quadratischen Querschnitt.
Afrocarpus usambarensis ist dicht belaubt. Die Laubblätter von jungen Pflanzen wachsen meist gegenständig angeordnet an den Zweigen, sind bei einer Länge von bis zu 13 Zentimetern und einer Breite von 0,4 bis 0,7 Zentimetern linealisch-lanzettlich geformt und haben ein fein zugespitztes oberes Ende. Ausgewachsene Bäume haben spiralig angeordnete, graugrüne Blätter, welche bei einer Länge von 3 bis 5 Zentimetern und einer Breite von 0,2 bis 0,4 Zentimetern kleiner sind als jene der Jungbäume. Diese Blätter haben sowohl auf der Ober- als auch auf der Unterseite eine auffällige Mittelrippe sowie eine spitz zulaufende Blattspitze.

### Generative Merkmale
Afrocarpus usambarensis ist zweihäusig getrenntgeschlechtig (diözisch). Die kätzchenartigen männlichen Blütenzapfen sind 1 bis 2 Zentimeter lang sowie 0,25 bis 0,35 Millimeter dick. Die spiralig angeordneten dreieckig-rautenförmigen Mikrosporophylle sind etwa 0,8 Millimeter groß und tragen jeweils zwei kugelförmige Pollensäcke. Die Samenzapfen wachsen einzeln auf schuppigen Zweigen an den Blattachseln. Der einzelne Same ist von einem fleischigen Epimatium umgeben, welches 2,3 bis 3 Zentimeter lang ist und sich zur Reife hin von grün auf gelblich verfärbt. Der Samen ist bei einer Länge von 2 bis 2,5 Zentimetern kugelig. Die harte Samenschale ist 4 bis 6 Millimeter dick.

## Vorkommen und Gefährdung
Das natürliche Verbreitungsgebiet von Afrocarpus usambarensis umfasst im tropischen Afrika Kenia und Tansania sowie möglicherweise auch Burundi, Ruanda und Uganda. Sie gedeiht beispielsweise in den Usambara-Berge sowie den Chyulu Hills und auf dem Kilimanjaro.
Afrocarpus usambarensis gedeiht in Höhenlagen von 1500 bis über 3000 Metern. Sie wächst in hochgelegenen immergrünen Regenwäldern und Trockenwäldern. In Regenwäldern kommt Afrocarpus usambarensis meist vergesellschaftet mit Ocotea usambarensis und Podocarpus milanjianus vor, während in Trockenwäldern Arten der Gattungen Feigen (Ficus spec.) und Ölbäume (Olea spec.) vorherrschen. Weitere mit Afrocarpus usambarensis vergesellschaftete Arten sind Bridelia micrantha, Calodendrum capense sowie Syzygium cordatum.
Afrocarpus usambarensis wird 2011 in der Roten Liste gefährdeter Arten der IUCN als „stark gefährdet“ eingestuft. Als Hauptgefährdungsgründe werden illegale Schlägerungen sowie Waldbrände genannt. Der Gesamtbestand wird als rückläufig angesehen.

## Systematik
Die Erstbeschreibung als Podocarpus usambarensis erfolgte 1903 durch Robert Knud Friedrich Pilger in Das Pflanzenreich, Band 5, Seite 70. Das Artepitheton usambarensis verweist auf die Usambara-Berge in Tansania. Das Typusmaterial dieser Art wurde mit der Sammelnummer Holst 2467 hinterlegt mit den Informationen: „TANZANIA: Usambara Mts., Mtai“. Christopher Nigel Page überführte diese Art 1988 in Notes from the Royal Botanic Garden, Edinburgh, Band 45, Seite 384 in die Gattung Afrocarpus. Ein weiteres Synonym für Afrocarpus usambarensis (Pilg.) C.N.Page ist Nageia mannii var. usambarensis (Pilg.) Silb.

## Nutzung
Das gelbe und starke Holz von Afrocarpus usambarensis gilt als hochwertig. Es eignet sich zum Bauen und zur Herstellung von Möbeln.